# Plaza de los Curtidores
La plaza de los Curtidores es un espacio público de la ciudad española de Sevilla.

## Descripción
La plaza, cuyo título es de origen gremial, tiene entradas por el callejón Nardo y las calles Verde, Cano y Cueto, Juan Hispalense y Juan de la Cueva. Aparece descrita en la Noticia histórica del origen de los nombres de las calles de esta ciudad de Sevilla (1839) de Félix González de León con las siguientes palabras:

Plaza de los Curtidores. Está en el cuartel B. y en la parroquia de san Bartolomé. Se nombra así porque de muy antigüo hay en ella una fábrica de curtidos de pieles. Es pequeña, está sitauda junto al muro de la puerta de la Crane, y perteneció como la anterior á la Alhamia de los judíos.
(González de León, 1839, p. 45)